# 17. poprawka do Konstytucji Stanów Zjednoczonych
17. poprawka do Konstytucji Stanów Zjednoczonych – ratyfikowana 8 kwietnia 1913 roku.

## Treść
Treść oryginalna:

Amendment XVII

The Senate of the United States shall be composed of two Senators from each State, elected by the people thereof, for six years; and each Senator shall have one vote. The electors in each State shall have the qualifications requisite for electors of the most numerous branch of the State legislatures.
When vacancies happen in the representation of any State in the Senate, the executive authority of such State shall issue writs of election to fill such vacancies: Provided, That the legislature of any State may empower the executive thereof to make temporary appointments until the people fill the vacancies by election as the legislature may direct.
This amendment shall not be so construed as to affect the election or term of any Senator chosen before it becomes valid as part of the Constitution.

co można przetłumaczyć jako:

Poprawka XVII

Senat Stanów Zjednoczonych składa się z senatorów, wybieranych po dwu przez ludność każdego stanu na sześć lat. Każdemu senatorowi przysługuje jeden głos. W każdym stanie wyborcy muszą odpowiadać warunkom, jakie są przewidziane dla tej izby ciała ustawodawczego, która ma najliczniejszy skład.
W razie opróżnienia mandatów do Senatu z jakiegoś stanu władza wykonawcza tego stanu powinna dla ich obsadzenia zarządzić wybory. Dopuszcza się, aby w każdym stanie ciało ustawodawcze upoważniło władzę wykonawczą do przejściowego wyznaczenia przedstawicieli na okres, dopóki o obsadzeniu mandatów nie zdecyduje lud w wyborach określonych przez ciało ustawodawcze.
Niniejszej poprawki nie należy rozumieć w taki sposób, aby mogła mieć zastosowanie do wyboru lub kadencji senatora, który został wybrany, zanim poprawka ta weszła w życie jako część składowa konstytucji.